# Бейбарс II аль-Джашанкір
Бейбарс II аль-Джашанкір (повне ім'я: аль-Малік аль-Музаффар Рукн аль-Дін Бейбарс аль-Джашанкір, також відомий як Абу аль-Фатх; араб. بيبرس الجاشنكير; помер 1310) — мамелюкський султан Єгипту з династії Бахрітів.

## Життєпис
Був рабом у султана Калауна, який відзначав його здібності та сприяв його кар'єрному зростанню.
1309 року султан Мухаммад I ан-Насір повідомив про своє бажання здійснити хадж, маючи на меті звільнитись з-під нагляду своїх опікунів. Натомість він зачинився у фортеці Карак та зрікся престолу. Мамелюки обрали новим султаном Бейбарса, однак уся Сирія не визнала його та продовжувала підпорядковуватись Мухаммаду. Невдовзі Бейбарс II залишив Каїр, а Мухаммад утретє зійшов на престол. Бейбарса й Салара, який його підтримував, схопили і стратили. Після смерті Бейбарса бурджитські мамелюки зазнали репресій, а їхній корпус на декілька десятиліть втратив свій вплив.